# Бахцуг
Бахцуг (лезг. Бахцугъ) — село в Курахском районе Дагестана. Входит в состав сельского поселения Сельсовет «Икринский».

## Географическое положение
Расположено на реке Кукиркам в 16 км к юго-востоку от районного центра с. Курах.

## Население
| 1895 | 1926 | 1939 | 1970 | 1989 | 2002 | 2010 |
| ---- | ---- | ---- | ---- | ---- | ---- | ---- |
| 573  | ↘279 | ↗426 | ↘244 | ↘123 | ↗169 | ↘163 |
| 2021 |      |      |      |      |      |      |
| ↘89  |      |      |      |      |      |      |

Моноэтническое лезгинское село.